# 189 г. пр.н.е.
189 (сто осемдесет и девета) година преди новата ера (пр.н.е.) е година от доюлианския (Помпилийски) римски календар.

## Събития

### В Римската република
- Консули са Марк Фулвий Нобилиор и Гней Манлий Вулзон. Цензори са Тит Квинкций Фламинин и Марк Клавдий Марцел.
- Проведено е преброяване, което установява наличието на 258 318 римски граждани.[1]
- Основана е колонията Бонониа.[2]
- Съдебен процес срещу Маний Ацилий Глабрион.

### В Гърция
- Консулът Нобилиор е изпратен да се бие с етолийците и обсажда град Амбракия, жителите на който решават да се предадат на римския командир. Нобилиор, обаче ограбва града като отнася и множество прозиведения на изкуството.[3][4]
- Нобилиор присъства на заседание на съвета на Ахейския съюз в Аргос. Спарта, която се е рабунтувала срещу съюза се обръща към него в опит да намери римска подкрепа за независимостта си, но той оставя въпроса за Сената.[5]

### В Мала Азия
- Експедиция на Манлий Вулзон в Галатия, насочена срещу местните племена съюзници на Антиох III.[3]